# Église Sainte-Catherine d'Alland'Huy-et-Sausseuil
Pour les articles homonymes, voir église Sainte-Catherine.
L'église Sainte-Catherine est une église de style roman située à Alland'Huy-et-Sausseuil, dans le département français des Ardennes en région Grand Est.

## Description

### L'extérieur
Le portail occidental est constitué d'un porche surmonté de trois tores en arcs brisés, reposant sur des colonnettes à chapiteaux de feuilles enroulées, disposés en ébrasement. Les tores sont surmontés d'une autre archivolte décorée de palmettes. Le tympan de ce portail est nu. Une grande fenêtre à meneau, avec un arc surmonté de deux colonnettes à bagues, est disposée au-dessus du portail. À droite et à gauche, des contreforts engagés soutiennent la façade et la nef.
Le chœur est à cinq pans. Une tour carrée surplombe le transept, avec comme ouvertures sur chaque pan de mur deux baies géminées en plein cintre, à deux rouleaux. Elle se termine par une corniche à modillons surmontée d'un toit à quatre pans.

### L'intérieur
Les grandes arcades de la nef sont en arcs brisés, bordés de tores surmontés d'archivoltes à palmette, comme l'est la décoration du portail. Les piliers sont décorés dans chaque angle  d'une colonnette à chapiteaux de feuilles. Les tores retombent sur ces colonnettes par l'intermédiaire d'un tailloir, en imposte moulurée faisant le tour du pilier.
La voûte de la nef est du XIXe siècle, et remplace un plafond de charpente, subsistant encore dans les bas-côtés.

## Localisation
L'église est située sur la commune d'Alland'Huy-et-Sausseuil, dans le département français des Ardennes. Et plus précisément, dans le bourg d'Alland'Huy, au centre du bourg. La place s'appelle place de l'Église.

## Historique
Le 14 décembre 1145, une bulle du pape Eugène III précise les possessions de l'abbaye Saint-Remi de Reims et cite Alendusium (Alland'Huy). Toute l'histoire de l'église et du bourg, sous l'Ancien Régime, tient dans leurs rapports, difficiles, avec cette abbaye rémoise et avec l'avoué de l'abbaye, le comte de Rethel. Les comtes de Rethel successifs eurent tendance à imposer des droits onéreux sans apporter une réelle protection. L'église est citée dans un pouillé du début du XIVe siècle, et est déjà placée sous l'invocation de sainte Catherine, ainsi que dans un pouillé de 1779.
L'édifice est classé au titre des monuments historiques en 1986.